# Сомма (річка)
Сомма (фр. Somme) — річка в Пікардії на півночі Франції. Назва Somme походить від кельтського слова, яке означає «спокій». Бере початок біля містечка Фонсом в департаменті Ена, тече переважно в західному напрямку, впадає в Ла-Манш.
Наповнення річки здебільшого дощове, стік протягом року практично незмінний та становить в середньому 35 м3/с. Майже по всій довжині річка судноплавна. З'єднується каналами з річками Шельдою та Уазою.
Створює природну перепону під час військових дій, відділяючи Бельгію та північ Франції від Парижа та центральної частини країни. Була в епіцентрі масштабних військових кампаній — наступальної операції військ Антанти на позиції німецької армії під час Першої світової війни, а також Французької кампанії 1940 року в ході Другої світової війни.
За Соммою названо департамент Франції.